# Isola Werlein
L'isola Werlein (in inglese Werlein Island) è una piccola isola antartica facente parte dell'arcipelago Windmill.
Localizzata ad una latitudine di 66° 25' sud e ad una longitudine di 110°26' est, l'isola si trova ad est dell'isola Holl. La zona è stata mappata per la prima volta mediante ricognizione aerea durante l'operazione Highjump e l'operazione Windmill, negli anni 1947-1948. È stata intitolata dalla US-ACAN a R.O. Werlein della US Navy, idrografo durante l'operazione Windmill.